# Appeville
 Appeville  es una comuna y población de Francia, en la región de Baja Normandía, departamento de Mancha, en el distrito de Coutances y cantón de La Haye-du-Puits.
Su población en el censo de 1999 era de 222 habitantes.
Está integrada en la Communauté de communes de Carentan-en-Cotentin.